# Малий Трн
Малий Трн (словен. Mali Trn) — поселення в общині Кршко, Споднєпосавський регіон, Словенія. Висота над рівнем моря: 442,8 м.